# Bernard Bosquier
Bernard Bosquier (Thonon-les-Bains, 1942. június 19. –) francia válogatott labdarúgó.

## Pályafutása

### A válogatottban
1964 és 1972 között 42 alkalommal szerepelt a francia válogatottban és 3 gólt szerzett. Részt vett az 1966-os világbajnokságon.

## Sikerei, díjai
Sochaux
- Francia ligakupa (2): 1962–63, 1963–64

Saint-Étienne
- Francia bajnok (4): 1966–67, 1967–68, 1968–69, 1969–70
- Francia kupa (2): 1967–68, 1969–70
- Francia szuperkupa (3): 1967, 1968, 1969

Olympique Marseille
- Francia bajnok (1): 1971–72
- Francia kupa (1): 1971–72

Egyéni
- Az év francia labdarúgója (2): 1967, 1968